# Condado de Sequoyah
O Condado de Sequoyah é um dos 77 condados do estado americano do Oklahoma. A sede do condado é Sallisaw, que é também a sua maior cidade.
O condado tem uma área de 1852 km² (dos quais 106 km² estão cobertos por água), uma população de 38 972 habitantes, e uma densidade populacional de 22 hab/km² (segundo o censo nacional de 2000). O condado foi fundado em 1907. O seu nome é uma homenagem a Sequoyah, líder da tribo ameríndia dos Cherokees.